# Receptory NOD-podobne
Receptory NOD-podobne (ang. NOD-like receptors),  inaczej receptory typu NOD-NLR – klasa receptorów rozpoznających wzorce. Charakterystyczną cechą jest obecność domeny NOD.

## Budowa
Mają złożoną budowę i zawierają:
- Domenę LLR – służy do rozpoznawania cząsteczek PAMP;
- Domenę NOD – odpowiada za wiązanie nukleotydów i ich oligomeryzację.
- Domeny efektorowe – odpowiadają za przekazywanie sygnałów aktywujących komórkę. Mogą być nimi domeny CARD, BIR i PYD. Aktywują różne szlaki zależnie od typu patogenu i jego cząsteczek PAMP generując odpowiednią reakcję komórek, prowadzącą do uruchomienie najskuteczniejszych mechanizmów immunologicznych[1].

## U człowieka
W genomie człowieka rozpoznano 23 geny kodujące cząsteczki NLR. Skategoryzowane są one w 4 podgrupy:
- NLRA – jej jedynym przedstawicielem jest CIITA, uczestniczy w regulacji ekspresji genów dla cząstek MHC klasy II.
- NLRB – posiadają domeny BIR, należą do niej białka IPAF i NAIP.
- NLRC – posiadają domeny CARD, należą do niej białka NOD1-5.
- NLRP – posiadają domenę PYD, należą do niej białka NLRP1-14[1].

Najlepiej zostały poznane białka NOD1 i NOD2, występują one przede wszystkim w komórkach prezentujących antygeny.